# 농사원
농사원은 농사교도법에 의하여 1957년 5월 28일 농사원의 직제가 공포(대통령령 제1274호)되고, 같은 해 6월 15일 권농일을 기하여 수원에서 개원된 농림부장관 소속의 기관이다. 1962년 4월 1일 농림부의 외청으로 농촌진흥청이 설치되면서 폐지되었다.

## 조직
중앙기구로 2국 5시험장 1연구소로 편성하고 지방기구로서 각 도에 도농사원을 두었다. 농사원 조직은 권업모범장으로부터 발전 개편되어 온 중앙농업기술원을 기본골격으로 하고 1948년 대한민국 정부수립 후 일시적으로 탄생되었던 중앙토양연구소, 중앙가축위생연구소, 중앙축산기술원 및 중앙원예기술원 등 4개 연구소/기술원과 이들 각 연구소 및 기술원 산하의 지장, 지소 및 각 도농사원 시험국을 포함한 전국의 29개 시험연구기관이 농사원 산하로 통합되어 확대 발전적으로 개편되었으며, 농사원의 그 조직과 기구의 세부내용은 농사교도법 제3, 4, 5조에서 각각 규정하고 있다.

## 산하 연구기관
- 농업시험장
- 원예시험장
- 잠업시험장
- 임업시험장
- 축산시험장
- 가축위생연구소